# Walls (album)
Pour les articles homonymes, voir Walls.
Albums de Kings of Leon
Mechanical Bull
(2013) When You See Yourself
(2021)
Singles
1. Waste a Moment
Sortie : 9 septembre 2016
2. Reverend
Sortie : 7 février 2017
3. Around the World
Sortie : 19 septembre 2017

Walls est le septième album studio du groupe américain de rock alternatif Kings of Leon, publié le 14 octobre 2016 par RCA Records.

## Liste des chansons
Toutes les chansons sont écrites et composées par Kings of Leon.
| No  | Titre              | Durée |
| --- | ------------------ | ----- |
| 1.  | Waste a Moment     | 3:03  |
| 2.  | Reverend           | 3:54  |
| 3.  | Around the World   | 3:34  |
| 4.  | Find Me            | 4:05  |
| 5.  | Over               | 6:10  |
| 6.  | Muchacho           | 3:09  |
| 7.  | Conversation Piece | 4:59  |
| 8.  | Eyes on You        | 4:40  |
| 9.  | Wild               | 3:39  |
| 10. | WALLS              | 5:29  |

## Classements hebdomadaires
| Classement (2016)                  | Meilleure place |
| ---------------------------------- | --------------- |
| Allemagne (Media Control AG)       | 2               |
| Australie (ARIA)                   | 3               |
| Autriche (Ö3 Austria Top 40)       | 1               |
| Belgique (Flandre Ultratop)        | 2               |
| Belgique (Wallonie Ultratop)       | 8               |
| Canada (Canadian Albums Chart)     | 1               |
| Danemark (Tracklisten)             | 9               |
| Écosse (OCC)                       | 1               |
| Espagne (Promusicae)               | 9               |
| États-Unis (Billboard 200)         | 1               |
| États-Unis (Top Rock Albums)       | 1               |
| Finlande (Suomen virallinen lista) | 22              |
| France (SNEP)                      | 38              |
| Irlande (IRMA)                     | 1               |
| Italie (FIMI)                      | 14              |
| Norvège (VG-lista)                 | 8               |
| Nouvelle-Zélande (RIANZ)           | 1               |
| Pays-Bas (Mega Album Top 100)      | 2               |
| Portugal (AFP)                     | 11              |
| Royaume-Uni (UK Albums Chart)      | 1               |
| Suède (Sverigetopplistan)          | 3               |
| Suisse (Schweizer Hitparade)       | 2               |

## Certifications
| Pays                  | Certification |
| --------------------- | ------------- |
| Canada (Music Canada) | Or            |
| Pologne (ZPAV)        | Or            |
| Royaume-Uni (BPI)     | Or            |